# Праймер, Джон
Джон Праймер (англ. John Primer); 5 марта 1945 года, Кэмден, Миссисипи, США  — американский блюзовый гитарист, певец, автор песен. Номинант премии Грэмми (2012, 2016, 2024) . Лауреат Blues Music Awards в номинации «Исполнитель традиционного блюза» (2016, 2021, 2023, 2024, 2025), «Альбом традиционного блюза» (2012, 2024, 2025), многократный номинант Blues Music Awards в номинациях  «Альбом акустического блюза» (2013), «Альбом традиционного блюза» (1997, 2010, 2023), «Исполнитель традиционного блюза» (2010, 2012—2015, 2017, 2018, 2020), «Альбом года» (2012, 2023, 2024). Член Зала Славы блюза. . До запуска своей сольной карьеры был известен как гитарист, в разное время игравший в группах самых известных чикагских блюзменов: Джуниора Уэллса, Мадди Уотерса, Вилли Диксона и Мэджика Слима.

## Биография
Родился в семье издольщиков из Миссисипи в 1945 году. Как его семья, так и всё окружение было вовлечено в музыкальные традиции: распевали рабочие песни во время работы в поле и пели духовные гимны в церкви по воскресеньям. Его отец и старший брат играли на гитаре и пели по ночам после тяжелого дня в поле. Мать переехала в Чикаго, чтобы найти работу и содержать семью, и будущий музыкант скучая по ней, уходил в соседний лес, где он пел блюз в одиночестве. Затем он соорудил себе диддли-боу на стене дома своей бабушки из проволоки для метлы, двух гвоздей и кирпича, и начал аккомпанировать себе во время пения. Вскоре он уже играл за мелкие монеты в своём школьном дворе. На проигрывателе своей бабушки он слушал Джимми Рида, Литтл Милтона, Би Би Кинга, Альберта Кинга и Мадди Уотерса, и его мечтой стало  на проигрывателе своей бабушки, его самой большой мечтой стало когда-нибудь сыграть вместе с Мадди Уотерсом. 
В 1963 году Джон Праймер переехал в Чикаго, где стал играть на легендарной Максвелл-стрит, где тогда собиралось всё блюзовое сообщество уличных музыкантов Чикаго. Затем он присоединился к к Пэту Рашингу, с которым они сформировали группу The Maintainers, и она начала давать концерты в небольших барах и клубах на Вест-Сайде. В 1968 году он покинул Рашинга и присоединился к соул/R&B группе The Brotherhood Band, где он был фронтменом и начал развивать уникальный стиль пения, которым он известен сегодня.
В 1974 году он начал играть семь вечеров в неделю в качестве члена домашней группы в клубе Theresa's, South Side, обучаясь игре на слайд-гитаре у своего товарища по группе и бывшего сайдмена Мадди Уотерса и бэк-гитариста Джуниора Уэллса Сэмми Лоухорна, а также у Мэджика Сэма, Джеймса Коттона, Мэджика Слима и других. Его увидел Вилли Диксон и пригласил Праймера присоединиться к его Chicago Blues All-Stars в 1979 году, и с этой группой Праймер гастролировал по всему миру в течение года, выполняя функции ритм-гитариста, ведущего слайд-гитариста и певца  . В 1980 году Мадди Уотерс сформировал новую группу после ухода своего старого состава, которая переименовала себя в Legendary Blues Band, и Праймер стал играть с Уотерсом, исполнив свою детскую мечту; более того, Уотерс назначил его руководителем группы . До смерти Уотерса в 1983 году он записался на сборнике Blues Deluxe и участвовал в совместном выступление Уотерса и Rolling Stones в 1981 году. В то же время он начал постоянно играть в клубе Checkerboard, пока он не закрылся в 2001 году. 
В 1983 году Праймер присоединился к группе Мэджика Слима The Teardrops и оставался в её составе в течение 13 лет, собрав вместе с группой победу и многократные номинации на звание лучшей группы года по версии  Blues Music Awards.
Вместе с тем Праймер начал сольную карьеру, и в неё он в основном сконцентрировался на акустическом блюзе. Дебютный альбом вышел в 1991 году на австрийском лейбле Wolf Records. Альбом The Real Deal, записанный в том числе с участием харпера Билли Бранча и басиста Джонни Би Гейдена принёс Праймеру первую личную номинацию на Blues Music Awards «Альбом традиционного блюза». 
Продолжает активно гастролировать и записываться; последний его альбом Crawlin’ ’Kingsnake, записанный в 2024 году совместно с Бобом Корритором был номининрован на Грэмми и номинируется в 2025 году на Blues Music Awards как лучший альбом традиционного блюза, а сам Праймер как лучший исполнитель традиционного блюза.  
Член Зала славы блюза Чикаго, дважды лауреат премий Living Legend, номинант премий за жизненные достижения от Mississippi Valley Blues Society и Pennsylvania Blues Society.  
«Джон Праймер, бесспорно, помог создать звучание и стиль чикагского блюза, каким мы его знаем сегодня…Джон Праймер — живая легенда чикагского блюза» .
«Джон Праймер по-прежнему на вершине своей игры. С его сильной традиционной блюзовой фразировкой, выдержанным ритм-энд-блюзовым вокалом и молниеносной слайд-гитарной техникой мало кто из артистов может сравниться с ним, и ни у кого нет его обширной, настоящей блюзовой истории» .
«Влияние Джона Праймера на блюз огромно. Его часто называют мостом между традиционным чикагским блюзом середины 20-го века и современными интерпретациями. Его работа сохранила суть жанра, представляя его новым поколениям. Преданность Праймера аутентичности сохранила традиционный блюз живым в эпоху, когда музыкальные вкусы постоянно меняются» .

## Дискография

### Альбомы
| Альбом                                                     | Лейбл                   | Исполнитель                                                             | Год выпуска |
| ---------------------------------------------------------- | ----------------------- | ----------------------------------------------------------------------- | ----------- |
| Poor Man's Blues                                           | Wolf Records            | Джон Праймер                                                            | 1991        |
| Stuff You Got to Watch                                     | Earwig                  | Джон Праймер                                                            | 1991        |
| The Real Deal                                              | Code Blue/Eastwest      | Джон Праймер                                                            | 1995        |
| Code Blue Sampler                                          | Code Blue               | Сборник разных исполнителей                                             | 1996        |
| Cold Blooded Blues Man                                     | Wolf Records            | Джон Праймер                                                            | 1997        |
| Keep on Lovin’ the Blues                                   | Code Blue               | Джон Праймер                                                            | 1997        |
| Essential Chicago Blues                                    | House of Blues          | Сборник разных исполнителей                                             | 1997        |
| Livin’ in the House of Blues: Roadhouse Blues              | House of Blues          | Сборник разных исполнителей                                             | 1997        |
| Blues Behind Closed Doors                                  | Wolf Records            | Джон Праймер                                                            | 1998        |
| It’s a Blues Life                                          | Wolf Records            | Джон Праймер                                                            | 1998        |
| A Chicago Blues Tour                                       | Big Chicago Records     | Сборник разных исполнителей                                             | 1998        |
| From West Helena to Chicago: Chicago Blues Session Vol. 8  | Wolf Records            | Сборник разных исполнителей                                             | 1998        |
| Hound Dog Taylor: A Tribute                                | Alligator Records       | Сборник разных исполнителей                                             | 1998        |
| Teardrops Blues Jam: Chicago Blues Session Vol. 9          | Wolf Records            | Magic Slim & the Teardrops                                              | 1998        |
| The Best of Slide Guitar                                   | Wolf Records            | Сборник разных исполнителей                                             | 1998        |
| Easy Baby                                                  | Wolf Records            | Джон Праймер & the Teardrops                                            | 1999        |
| Earwig 20th Anniversary Collection                         | Earwig                  | Сборник разных исполнителей                                             | 1999        |
| Knockin’ at Your Door                                      | Telarc                  | Джон Праймер                                                            | 2000        |
| Blues for a Rotten Afternoon                               | Telarc                  | Сборник разных исполнителей                                             | 2000        |
| Lucerne Blues Festival 2000                                | Lucerne Blues Festival  | Сборник разных исполнителей                                             | 2000        |
| Mile by Blues Mile                                         | Lakeshore Records       | Сборник разных исполнителей                                             | 2000        |
| Telarc's Got More Blues                                    | Telarc                  | Сборник разных исполнителей                                             | 2000        |
| Blues Is a Feeling                                         | Delmark Records         | Джесс Томас с Джоном Праймером и Джоди Крисчен                          | 2001        |
| Hooked on Blues: I Have to Stop                            | Wolf Records            | Сборник разных исполнителей                                             | 2001        |
| All Right                                                  | Blues Special Records   | Джон Праймер                                                            | 2002        |
| Blue Steel: A Tribute to Elmore James                      | Wolf Records            | Джон Праймер                                                            | 2003        |
| Wolf Records 20th Anniversary Collection                   | Wolf Records            | Сборник разных исполнителей                                             | 2003        |
| 44 Blues Guitar Killers                                    | Wolf Records            | Сборник разных исполнителей                                             | 2006        |
| All Original                                               | Blues House Productions | Джон Праймер                                                            | 2008        |
| Chicago Blues a Living History                             | Raisin' Music           | Билли Бой Арнольд, Билли Бранч, Карлос Джонсон, Джон Прайме, Льюри Белл | 2011        |
| Chicago Blues a Living History: The (R)evolution Continues | Raisin' Music           | Билли Бой Арнольд, Билли Бранч, Карлос Джонсон, Джон Прайме, Льюри Белл | 2011        |
| Blues on Solid Ground                                      | Blues House Productions | Джон Праймер                                                            | 2012        |
| Knockin’ Around These Blues                                | Delta Groove            | Джон Праймер и Боб Корритор                                             | 2013        |
| You Can Make It If You Try                                 | Wolf Records            | Джон Праймер & the Teardrops                                            | 2014        |
| Muddy Waters 100                                           | Raisin' Music           | Сборник разных исполнителей                                             | 2015        |
| Classic Chicago Blues: Live & Unreleased                   | Wolf Records            | Бонни Ли, Ник Холт, Эрл Хауэлл и Джон Праймер                           | 2015        |
| That Will Never Do                                         | Wolf Records            | Джон Праймер                                                            | 2016        |
| Chicago Blues a Living History: Live at Aulnay All Blues   | Raisin' Music           | Билли Бой Арнольд, Билли Бранч, Карлос Джонсон, Джон Прайме, Льюри Белл | 2017        |
| Ain't Nothing You Can Do!                                  | Delta Groove            | Джон Праймер и Боб Корритор                                             | 2017        |
| The Soul of a Blues Man                                    | Delta Groove            | Джон Праймер и The Real Deal Blues Band & Билли Флинн                   | 2019        |
| The Gypsy Woman Told Me                                    | SWMAF Records/VizzTone  | Джон Праймер и Боб Корритор                                             | 2020        |
| Hard Times                                                 | Blues House Productions | Джон Праймер                                                            | 2022        |
| Teardrops for Magic Slim: Live at Rosa's Lounge            | Blues House Productions | Джон Праймер                                                            | 2023        |
| Crawlin' Kingsnake                                         | SWMAF Records/VizzTone  | Джон Праймер и Боб Корритор                                             | 2024        |
| Slow Blues                                                 | Wolf Records            | Мэджик Слим и Джон Праймер                                              | 2024        |

### Как гость/сайдмен
| Альбом                                                                | Лейбл                | Исполнитель                                                | Год  |
| --------------------------------------------------------------------- | -------------------- | ---------------------------------------------------------- | ---- |
| Blues Deluxe                                                          | XRT Records          | Muddy Waters Band                                          | 1980 |
| Feel So Good                                                          | Isabel Records       | Эндрю Одом                                                 | 1982 |
| The Blues Is Alright                                                  | Isabel Records       | Литтл Милтон                                               | 1982 |
| Million Dollar Secret                                                 | Rooster Blues]       | Валери Веллингтон                                          | 1984 |
| Chicago Blues Session Vol. 3                                          | Wolf Records         | Magic Slim & the Teardrops                                 | 1986 |
| Take Me Back                                                          | Blind Pig Records    | James Cotton Band                                          | 1987 |
| Chicago Blues Session Vol. 4                                          | Wolf Records         | Alabama Jr. Pettis & the Teardrops                         | 1987 |
| Chicago Blues Session Vol. 14                                         | Wolf Records         | Эй Си Рид & Голден Уилер                                   | 1987 |
| Magic Slim Live                                                       | Plymouth House       | Magic Slim & the Teardrops                                 | 1989 |
| Gravel Road                                                           | Blind Pig Records    | Magic Slim & the Teardrops                                 | 1989 |
| John Littlejohn’s Blues Party: Chicago Blues Session Vol. 13          | Wolf Records         | Джон Литтлджон с участием Вилли Кента и Тейла Драггера     | 1980 |
| Daddy, When Is Mama Comin’ Home                                       | Earwig               | Биг Джек Джонсон                                           | 1991 |
| When the Blues Hit You                                                | Earwig               | Лестер Дейвенпорт                                          | 1992 |
| Tell My Story Movin’                                                  | Earwig               | Луис Майерс                                                | 1992 |
| Big Boy                                                               | Wolf Records         | Дана Гиллеспи и Йоахим Палден с Magic Slim & the Teardrops | 1992 |
| Call Me                                                               | Wolf Records         | Вэнс Келли                                                 | 1994 |
| Living the Blues                                                      | Gitanes/Verve        | Джеймс Коттон                                              | 1994 |
| The Rising Sun Collection                                             | Just a Memory        | Биг Мама Торнтон                                           | 1994 |
| The Trail of Tears                                                    | Wolf Records         | Эдди Шоу                                                   | 1994 |
| A Tribute to Magic Sam                                                | King Records (Japan) | сборник разных артистов                                    | 1994 |
| Blues Fest: Modern Blues of the ‘90s                                  | Rhino Records        | сборник разных артистов                                    | 1995 |
| Earwig 16th Anniversary Sampler                                       | Earwig               | сборник разных артистов                                    | 1995 |
| Joyriding in the Subway                                               | Wolf Records         | Вэнс Келли                                                 | 1995 |
| My Little Girl                                                        | Wolf Records         | Джонни Лавс                                                | 1995 |
| Big Sixteen                                                           | Ace                  | Big Joe Louis & His Blues Kings                            | 1996 |
| The Blues Is Nothing But Good News: Chicago Blues Sessions Vol. 20    | Wolf Records         | Эдди Шоу & the Wolf Gang                                   | 1996 |
| Chicago Blues Harmonica                                               | Wolf Records         | сборник разных артистов                                    | 1996 |
| The King of Chicago’s West Side Blues: Chicago Blues Sessions Vol. 21 | Wolf Records         | Вилли Кент & His Gents                                     | 1996 |
| 911 Blues                                                             | Wolf Records         | Джонни Би Мур                                              | 1997 |
| Spider in My Stew                                                     | Wolf Records         | Magic Slim & the Teardrops                                 | 1998 |
| Chicago Blues Session Vol. 1                                          | Wolf Records         | Boston Blackie & Отис Смоутерс                             | 1998 |
| Chicago Blues Session Vol. 4                                          | Wolf Records         | Alabama Jr. Pettis & the Teardrops                         | 1998 |
| I’m Good: Chicago Blues Session Vol. 7                                | Wolf Records         | Бонни Ли                                                   | 1998 |
| Chicago Blues Session Vol. 12                                         | Wolf Records         | Джон Брим & Пайнтоп Перкинс                                | 1998 |
| Highway Is My Home                                                    | Wolf Records         | Magic Slim & the Teardrops                                 | 1998 |
| Come Back to Me Baby                                                  | Wolf Records         | Литтл Мак Симмонс                                          | 1998 |
| Let Me Be Your Teddy Bear                                             | Wolf Records         | L.V. Banks                                                 | 1998 |
| Chicago Blues Session Vol. 22                                         | Wolf Records         | Хьюберт Самлин & Билли Бранч                               |      |
| Teardrop                                                              | Wolf Records         | Magic Slim & the Teardrops                                 | 1998 |
| Chicago Bound                                                         | Wolf Records         | Джимми Роджерс & Джонни Уокер                              | 1998 |
| Chicago’s Finest Blues Ladies                                         | Wolf Records         | сборник разных артистов                                    | 1998 |
| Chicago’s Hottest Guitars: Chicago Blues Session Vol. 25              | Wolf Records         | Фил Гай & Льюри Белл                                       | 1998 |
| Morning Rain: Chicago Blues Session Vol. 26                           | Wolf Records         | Эдди Шоу                                                   | 1998 |
| You Better Watch Yourself                                             | Wolf Records         | Ник Холт                                                   | 1998 |
| Ramblin’ Man                                                          | House of Blues       | Биг Дадди Кинси                                            | 1999 |
| This Stuff Just Kills Me                                              | Wolf Records         | Джерри Маккейн                                             | 2000 |
| Shoulder to the Wind                                                  | Tongue 'N Groove     | The Matthew Skoller Band                                   | 2000 |
| In the Pocket: A Taste of Blues Harmonica                             | Telarc               | сборник разных артистов                                    | 2001 |
| Killer Diller                                                         | Delmark Records      | Ширли Джонсон                                              | 2002 |
| Waiting for You                                                       | Gig Records          | Nick Clemons Band                                          | 2003 |
| Chicago’s Best West & South Side Blues Singers Vol. 2                 | Wolf Records         | сборник разных артистов                                    | 2004 |
| They Were in This House                                               | AV Records           | Ларри Тейлор                                               | 2004 |
| 44 Blues                                                              | Wolf Records         | Magic Slim & the Teardrops                                 | 2005 |
| Sassy Mama                                                            | Just a Memory        | Биг Мама Торнтон                                           | 2005 |
| These Blue Nights                                                     | Wolf Records         | Дана Гиллеспи                                              | 2006 |
| The Essential Magic Slim                                              | Blind Pig Records    | Magic Slim & the Teardrops                                 | 2007 |
| Rough Dried Woman                                                     | Wolf Records         | Magic Slim & the Teardrops                                 | 2009 |
| Let’s Live It Up                                                      | Delmark Records      | Mississippi Heat                                           | 2010 |
| Joined at the Hip                                                     | Telarc               | Пайнтоп Перкинс & Вилли Смит                               | 2010 |
| Four Aces and a Harp                                                  | Swississippi Records | Swississippi Chris Harper                                  | 2010 |
| Let’s Live It Up                                                      | Delmark Records      | Mississippi Heat с Джоном Праймером & Карл Уэзерсби        | 2010 |
| The Blues Sessions                                                    | Earwig               | Тим Вудс                                                   | 2010 |
| The Life I Love                                                       | Delmark Records      | Вилли Бак                                                  | 2010 |
| Checkerboard Lounge: Live Chicago 1981                                | Eagle Vision         | Мадди Уотерс & Rolling Stones                              | 2012 |
| Tin Pan Alley                                                         | Wolf Records         | Magic Slim & the Teardrops                                 | 2012 |
| Magic Blues: The Blues of the Magic Man                               | Wolf Records         | Magic Slim & the Teardrops                                 | 2013 |
| Daddy Told Me                                                         | Wolf Records         | Shawn Holt & the Teardrops                                 | 2013 |
| Gotta Keep Rollin’                                                    | Marquis/VizzTone     | Роб Стоун                                                  | 2014 |
| Pure Magic                                                            | Wolf Records         | Magic Slim & the Teardrops                                 | 2014 |
| Live on the Road                                                      | Wolf Records         | Magic Slim & the Teardrops                                 | 2015 |
| Do the Hip Shake Baby                                                 | VizzTone             | Боб Корритор                                               | 2019 |
| Porch Sessions                                                        | VizzTone             | Тони Холидей                                               | 2019 |